# ليه لأ 2 (مسلسل)
ليه لأ 2 هو مسلسل مصري عرض في 2021.

## القصة
يدور المسلسل حول قضية التبني، حيث تنقلب حياة طبيبة العيون ندى (منة شلبى) رأسا على عقب عندما يلقى على كاهلها مسؤولية إنقاذ حياة طفلة رضيعة وتواجه صعوبات كثيرة بالإضافة إلى علاقتها بالطفلة نفسها.

## الممثلون
1. منة شلبي طبيبة العيون ندى
2. أحمد حاتم المهندس صلاح
3. مراد مكرم خالد
4. دنيا ماهر سالى
5. سارة عبد الرحمن رانيا
6. تامر نبيل راجى
7. يارا جبران بسنت
8. ريم حجاب
9. منى أحمد زاهر طفلة - سلمى صلاح
10. ادم سيف طفل
11. نور زكى
12. أشجى خالد نسمة
13. سمير جوهر حمدى
14. لمياء جعفر رقية - ام نسمة
15. جهاد سليم
16. إيناس الفلال
17. نجلاء يونس موظفة وزارة التضامن الاجتماعي
18. سليم مصطفى طفل - يونس
19. مها أبو عوف ضيفة شرف
20. أمير شاهين ضيف شرف
21. فدوى عابد ضيفة شرف
22. فراس سعيد الطبيب هشام - زميل ندى
23. إنجى علي صديقة ندى
24. برديس عرفة صديقة صلاح
25. محمود حجاج عبد الله - زوج نسمة
26. ايناس حسن ماما عفاف - مديرة دار الايتام
27. أسماء فوزي
28. يوسف حازم ابن حازم
29. يوسف فرج سائق ميكروباص